# Jonen
Jonen es una comuna suiza del cantón de Argovia, situada en el distrito de Bremgarten. Limita al norte con la comuna de Oberlunkhofen, al noreste con Arni, al sureste con Affoltern am Albis (ZH), al sur con Ottenbach (ZH), al oeste con Aristau, y al noroeste con Rottenschwil.